# Flachkopf-Wollfledermaus
Die Flachkopf-Wollfledermaus (Kerivoula depressa) ist ein in Ostasien verbreitetes Fledertier in der Gattung der Wollfledermäuse. Die Population wurde zeitweilig als Synonym der Hardwick-Wollfledermaus (Kerivoula hardwickii) geführt. Vermutlich sind beide Arten Schwestertaxa.

## Merkmale
Kennzeichnend für die Art ist der abgeflachte Schädel. Ein Exemplar hatte eine Kopf-Rumpf-Länge von 36,6 mm, eine Schwanzlänge von 42,8 mm, etwa 12 mm lange Ohren und 6 mm lange Hinterfüße. Bei anderen Tieren liegt die Unterarmlänge zwischen 32 und 32,8 mm. Die Haare des weichen und dichten Fells sind auf der Oberseite gelbbraun und besitzen dunklere Spitzen. Auf der Unterseite ist leicht helleres Fell vorhanden. Die Haut im Gesicht, die Ohren und die Flughäute sind braun, wobei Letztere leicht durchscheinend sind. An den trichterförmigen Ohren befindet sich ein langer Tragus. Die Flachkopf-Wollfledermaus hat einen langen gebogenen Fersensporn (Calcar).

## Verbreitung und Lebensweise
Das Verbreitungsgebiet reicht vom südöstlichen Myanmar, zentralen Laos und nördlichen Vietnam über Kambodscha bis in den Süden von Thailand auf der Malaiischen Halbinsel. Die Art lebt im Hügelland und in Gebirgen zwischen 150 und 1450 Meter Höhe. Die Exemplare halten sich in immergrünen tropischen Wäldern auf, deren Unterwuchs aus Bambus und Bananenpflanzen besteht. Sie besuchen Plantagen.
Als Unterschlüpfe werden Höhlen, hohle Bambusstängel und modifizierte Bananenblätter vermutet.

## Gefährdung
Als mögliche Bedrohung werden Waldrodungen angenommen. Funde in geeigneten Habitaten sind nicht selten. Die IUCN listet die Art als nicht gefährdet (least concern).